# 南古谷駅
南古谷駅（みなみふるやえき）は、埼玉県川越市大字並木にある、東日本旅客鉄道（JR東日本）川越線の駅である。

## 歴史
- 1940年（昭和15年）7月22日：開業[4][2]。
- 1958年（昭和33年）2月：分岐器を発条転轍器（スプリングポイント）に交換[5]。
- 1963年（昭和38年）3月16日：貨物の取り扱いを廃止[2]。
- 1984年（昭和59年）2月1日：荷物扱いを廃止[2]。
- 1985年（昭和60年）9月30日：川越線が電化、埼京線と直通運転を開始。川越線各駅の信号扱い制御駅となる。
- 1987年（昭和62年）4月1日：国鉄分割民営化に伴い、JR東日本の駅となる[2]。
- 1996年（平成8年）3月6日：自動改札機を設置し、供用開始[6]。
- 2001年（平成13年）11月18日：ICカード「Suica」の利用が可能となる[広報 1]。
- 2008年（平成20年）
  - 1月19日：指定席券売機の稼動が開始。
  - 3月1日：みどりの窓口の営業を終了。
- 2009年（平成21年）3月14日：同日のダイヤ改正で、大宮方面の当駅始発となる列車を設定。これにより3番線の旅客運用が開始。
- 2021年（令和3年）12月1日：川越駅の被管理駅となる。旅客営業業務をJR東日本ステーションサービスに委託。
- 2022年（令和4年）10月1日：大宮営業統括センター所属となる。

## 駅構造
単式ホーム1面1線、島式ホーム1面2線の計2面3線のホームを持つ地上駅である。3番線は当駅始発の列車が使用する。当駅止まりの列車は設定されていない。同じ川越線の日進駅・指扇駅の旧駅舎とよく似た駅舎を持ち、改札は南側の川越方面ホームにのみある。
大宮営業統括センターの所属。川越駅の被管理駅であるが、運転取り扱いに関しては制御駅として川越線各駅（川越駅も含む）の信号扱いを行うという変則的な体制をとっている。また出改札等の旅客営業に関する業務はJR東日本ステーションサービスに委託している一部業務委託駅である。なお、お客さまサポートコールシステムが導入されており、早朝および日中・夜間の一部時間帯は遠隔対応のため改札係員は不在となる。また、指定席券売機、Suica対応自動改札機が設置されている。このほか、バリアフリー設備として、エレベーターと多機能トイレが設置されている。
北側には北口用地が準備されているが、現在は公園と駐車場になっている。2018年（平成30年）度より南古谷駅周辺地区都市再生整備計画が交付され、2022年（令和4年）度までに南古谷駅橋上化・北口広場新設・南口広場再整備・周辺道路の整備として都市計画道路・南古谷伊佐沼線・市道0039号線の整備が盛り込まれ、事業が進められていくことになった。
線路配線は、上下線主本線と上り副本線であるが、将来の複線化に備えた線路配置となっている。車両センターへの出入庫線は当駅の東側にある。また、車両センター敷地内から当駅までの本線南側に、複線用地が準備されている。ただし、複線化そのものは具体化していない。

### のりば
| 番線 | 路線            | 方向 | 行先                                           | 備考                          |
| ---- | --------------- | ---- | ---------------------------------------------- | ----------------------------- |
| 1    | ■川越線         | 北行 | 川越・高麗川方面                               | 早朝の当駅始発は3番線         |
| 1    | ■川越線         | 下り | 川越・高麗川方面                               | 早朝の当駅始発は3番線         |
| 2・3 | ■川越線・埼京線 | 南行 | 大宮・池袋・新宿・大崎・りんかい線・相鉄線方面 | 3番線は当駅始発と回送電車のみ |
| 2・3 | ■川越線・埼京線 | 上り | 大宮・池袋・新宿・大崎・りんかい線・相鉄線方面 | 3番線は当駅始発と回送電車のみ |

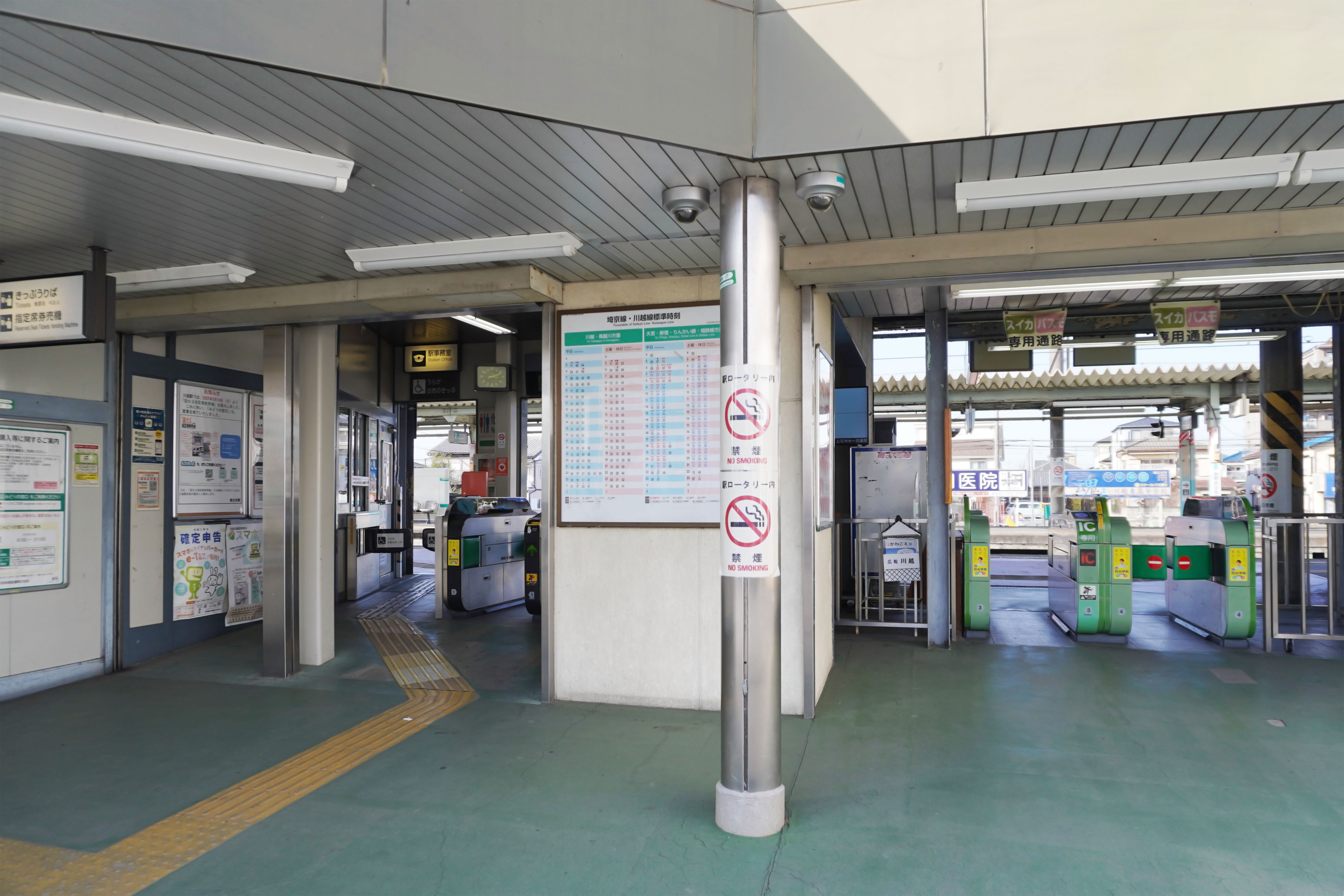
改札口（2024年2月）
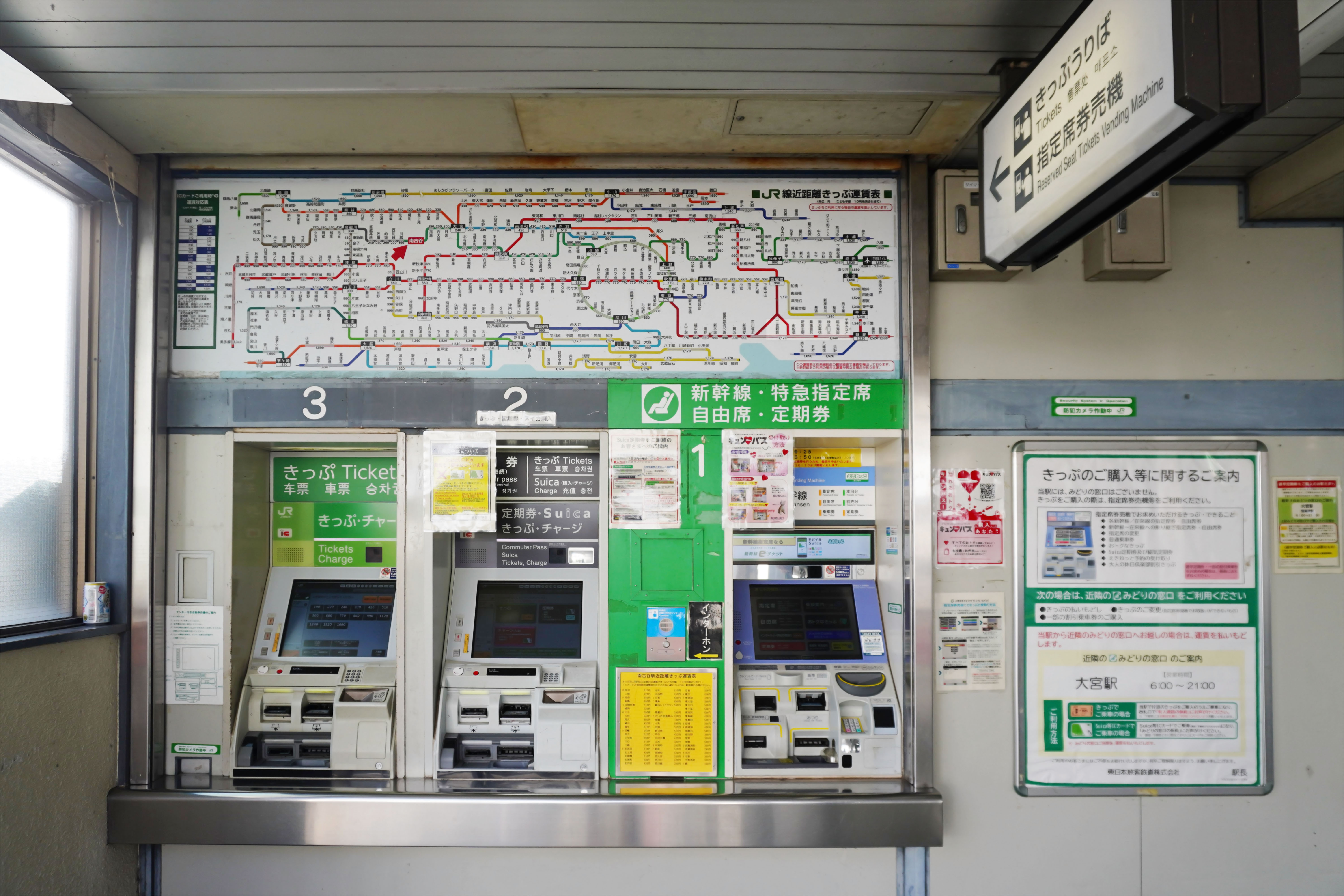
自動券売機（2024年2月）
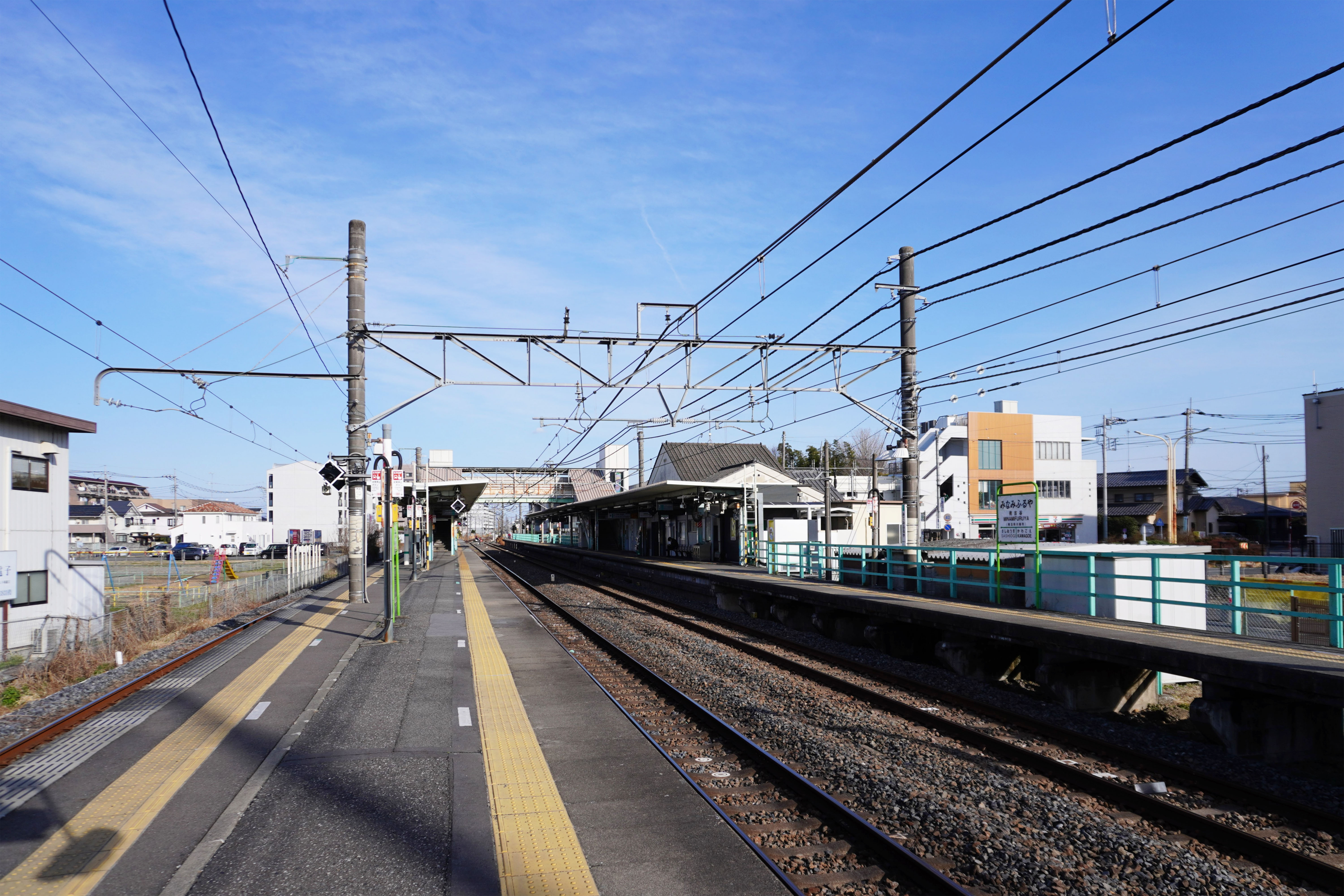
ホーム（2024年2月）

## 利用状況
2023年度（令和5年度）の1日平均乗車人員は7,873人である。川越線大宮駅 - 川越駅間の中では利用客は一番少ない。
JR東日本および埼玉県統計年鑑によると、1990年度（平成2年度）以降の1日平均乗車人員の推移は以下のとおり。
| 年度               | 1日平均 乗車人員 | 出典     |
| ------------------ | ---------------- | -------- |
| 1990年（平成02年） | 5,649            |          |
| 1991年（平成03年） | 6,174            |          |
| 1992年（平成04年） | 6,464            |          |
| 1993年（平成05年） | 6,585            |          |
| 1994年（平成06年） | 6,456            |          |
| 1995年（平成07年） | 6,625            |          |
| 1996年（平成08年） | 6,826            |          |
| 1997年（平成09年） | 6,730            |          |
| 1998年（平成10年） | 6,684            |          |
| 1999年（平成11年） | 6,584            | [ * 1 ]  |
| 2000年（平成12年） | 6,538            | [ * 2 ]  |
| 2001年（平成13年） | 6,625            | [ * 3 ]  |
| 2002年（平成14年） | 6,784            | [ * 4 ]  |
| 2003年（平成15年） | 7,000            | [ * 5 ]  |
| 2004年（平成16年） | 7,095            | [ * 6 ]  |
| 2005年（平成17年） | 7,437            | [ * 7 ]  |
| 2006年（平成18年） | 7,539            | [ * 8 ]  |
| 2007年（平成19年） | 7,730            | [ * 9 ]  |
| 2008年（平成20年） | 7,837            | [ * 10 ] |
| 2009年（平成21年） | 7,877            | [ * 11 ] |
| 2010年（平成22年） | 7,837            | [ * 12 ] |
| 2011年（平成23年） | 7,879            | [ * 13 ] |
| 2012年（平成24年） | 7,908            | [ * 14 ] |
| 2013年（平成25年） | 8,091            | [ * 15 ] |
| 2014年（平成26年） | 7,991            | [ * 16 ] |
| 2015年（平成27年） | 8,163            | [ * 17 ] |
| 2016年（平成28年） | 8,266            | [ * 18 ] |
| 2017年（平成29年） | 8,370            | [ * 19 ] |
| 2018年（平成30年） | 8,377            | [ * 20 ] |
| 2019年（令和元年） | 8,474            | [ * 21 ] |
| 2020年（令和02年） | 6,457            | [ * 22 ] |
| 2021年（令和03年） | 6,946            |          |
| 2022年（令和04年） | 7,532            |          |
| 2023年（令和05年） | 7,873            |          |

## 駅周辺
当駅周辺は、川越線の川越駅以東の駅周辺では最も閑散としていたが、駅南側の区画整理や、北側での大型マンション建設およびショッピングセンターの完成により発展しつつある。
- 埼玉県道180号南古谷停車場線
- 埼玉県道335号並木川崎線
- 埼玉県道113号川越新座線
- 富士見川越バイパス
- JR東日本川越車両センター
- 東邦音楽大学[1]
- 東邦音楽大学附属東邦第二高等学校
- 埼玉県立川越高等技術専門校
- ウニクス南古谷（ショッピングセンター）
- 川越税務署
- 九十川
- 南古谷病院
- 帯津三敬病院
- 川越警察署南古谷駅前交番

## バス路線
- 西武バス - 上赤坂、本川越駅方面
- コミュニティバス「川越シャトル」 - 埼玉医大、新河岸駅方面

## 隣の駅
東日本旅客鉄道（JR東日本）
■川越線
■通勤快速・■快速・■各駅停車
指扇駅 - 南古谷駅 - 川越駅
■各駅停車（八高線方面）
南古谷駅 → 川越駅

### 記事本文

##### 広報資料・プレスリリースなど一次資料
1. ↑  “Suicaご利用可能エリアマップ（2001年11月18日当初）” (PDF).   東日本旅客鉄道. 2019年7月27日時点のオリジナルよりアーカイブ。2020年4月29日閲覧。

### 利用状況
1. ↑  埼玉県統計年鑑 - 埼玉県
2. ↑  統計かわごえ - 川越市

JR東日本の2000年度以降の乗車人員
1. ↑  各駅の乗車人員（2000年度） - JR東日本
2. ↑  各駅の乗車人員（2001年度） - JR東日本
3. ↑  各駅の乗車人員（2002年度） - JR東日本
4. ↑  各駅の乗車人員（2003年度） - JR東日本
5. ↑  各駅の乗車人員（2004年度） - JR東日本
6. ↑  各駅の乗車人員（2005年度） - JR東日本
7. ↑  各駅の乗車人員（2006年度） - JR東日本
8. ↑  各駅の乗車人員（2007年度） - JR東日本
9. ↑  各駅の乗車人員（2008年度） - JR東日本
10. ↑  各駅の乗車人員（2009年度） - JR東日本
11. ↑  各駅の乗車人員（2010年度） - JR東日本
12. ↑  各駅の乗車人員（2011年度） - JR東日本
13. ↑  各駅の乗車人員（2012年度） - JR東日本
14. ↑  各駅の乗車人員（2013年度） - JR東日本
15. ↑  各駅の乗車人員（2014年度） - JR東日本
16. ↑  各駅の乗車人員（2015年度） - JR東日本
17. ↑  各駅の乗車人員（2016年度） - JR東日本
18. ↑  各駅の乗車人員（2017年度） - JR東日本
19. ↑  各駅の乗車人員（2018年度） - JR東日本
20. ↑  各駅の乗車人員（2019年度） - JR東日本
21. ↑  各駅の乗車人員（2020年度） - JR東日本
22. ↑  各駅の乗車人員（2021年度） - JR東日本
23. ↑  各駅の乗車人員（2022年度） - JR東日本
24. ↑  各駅の乗車人員（2023年度） - JR東日本

埼玉県統計年鑑
1. ↑  埼玉県統計年鑑（平成12年）
2. ↑  埼玉県統計年鑑（平成13年）
3. ↑  埼玉県統計年鑑（平成14年）
4. ↑  埼玉県統計年鑑（平成15年）
5. ↑  埼玉県統計年鑑（平成16年）
6. ↑  埼玉県統計年鑑（平成17年）
7. ↑  埼玉県統計年鑑（平成18年）
8. ↑  埼玉県統計年鑑（平成19年）
9. ↑  埼玉県統計年鑑（平成20年）
10. ↑  埼玉県統計年鑑（平成21年）
11. ↑  埼玉県統計年鑑（平成22年）
12. ↑  埼玉県統計年鑑（平成23年）
13. ↑  埼玉県統計年鑑（平成24年）
14. ↑  埼玉県統計年鑑（平成25年）
15. ↑  埼玉県統計年鑑（平成26年）
16. ↑  埼玉県統計年鑑（平成27年）
17. ↑  埼玉県統計年鑑（平成28年）
18. ↑  埼玉県統計年鑑（平成29年）
19. ↑  埼玉県統計年鑑（平成30年）
20. ↑  埼玉県統計年鑑（令和元年）
21. ↑  埼玉県統計年鑑（令和2年）
22. ↑  埼玉県統計年鑑（令和3年）